# Regione di Haute Matsiatra
La regione di Haute Matsiatra è una regione della provincia di Fianarantsoa, nel Madagascar centro-meridionale.
Il capoluogo della regione è Fianarantsoa.
Ha una popolazione di 1 128 900 abitanti distribuita su una superficie di 21080 km².

## Geografia antropica

### Suddivisioni amministrative
La regione è suddivisa in sette distretti:
- distretto di Ambalavao
- distretto di Ambohimahasoa
- distretto di Fianarantsoa I
- distretto di Ikalamavony
- distretto di Isandra
- distretto di Lalangina
- distretto di Vohibato